# كين بارتون
كين بارتون (بالإنجليزية: Ken Barton)‏ (20 سبتمبر 1937 في المملكة المتحدة - 6 سبتمبر 1982 بتشستر في المملكة المتحدة) هو لاعب كرة قدم بريطاني في مركز الدفاع. لعب مع توتنهام هوتسبير ونادي لوتون تاون ونادي ميلوول وDunstable Town F.C. ‏.

## وصلات خارجية
- كين بارتون على موقع قاعدة بيانات كرة القدم.إي يو (الإنجليزية)